# Rongellen
Rongellen (Reto-Romaans: Runtgaglia; Italiaans (verouderd): Roncaglia) is een gemeente en plaats in het Zwitserse kanton Graubünden, en maakt deel uit van het district Hinterrhein.
Rongellen telt 44 inwoners.